# Bah Oury
Bah Oury (Pita, 1958) é um político guineense e atual primeiro-ministro da Guiné desde 27 de fevereiro de 2024, nomeado após o então primeiro-ministro interino Bernard Goumou ficar indisponível por motivos de saúde e a dissolução do gabinete pelo presidente Mamady Doumbouya.